# Filemon en de Complotten
Filemon en de Complotten is een Nederlandse documentaireserie van Filemon Wesselink, waarin hij zich verdiept in de wereld van complotten. Elke aflevering spreekt Wesselink drie personen: van personen die geloven in ‘The Great Awakening’ tot Big Pharma-complotten en buitenaardse krachten. Filemon en de Complotten is een coproductie van BNNVARA en Witte Geit. 